# Ivone Hoffmann
Ivone Hoffmann (Ajuricaba, 7 de janeiro de 1940), também creditada como Ivonne Hoffman e Yvonne Hoffman, é uma atriz e diretora teatral brasileira, considerada uma das grandes damas dos palcos do teatro brasileiro.

## Prêmios e indicações
Em 1995, recebeu o Prêmio Shell de teatro.

## Filmografia

### Televisão
| Ano  | Título             | Personagem                         | Notas                           |
| ---- | ------------------ | ---------------------------------- | ------------------------------- |
| 2024 | Mania de Você      | Madre Cacilda                      | Episódio: "31 de outubro"       |
| 2022 | Cara e Coragem     | Adélia Figueira                    |                                 |
| 2020 | Tô de Graça        | Dora                               | Episódio: ""Enfim, Férias!"     |
| 2017 | Sob Pressão        | Dona Verônica                      |                                 |
| 2017 | Sem Volta          | Eulália                            |                                 |
| 2017 | Os Suburbanos      | Abigail                            |                                 |
| 2016 | Magnífica 70       | Mãe de Santo                       |                                 |
| 2013 | As Canalhas        | Matilde                            | Episódio: "Gislaine"            |
| 2010 | Open Bar           | Vó Telminha                        |                                 |
| 2010 | A Turma do Pererê  | Teodora Bárbara                    | Episódio: "Os Pés de Eurípedes" |
| 2009 | Caras & Bocas      | Juíza Andréia Toledo               |                                 |
| 2008 | Chamas da Vida     | Odiléia Bueno                      |                                 |
| 2006 | O Profeta          | Avó da menina salva de um incêndio |                                 |
| 2005 | Belíssima          | Matilde                            |                                 |
| 2005 | A Diarista         | Hilda                              | Episódio: "Aquele dos Outros"   |
| 2004 | Da Cor do Pecado   | Marina Peixoto de Almeida          |                                 |
| 2003 | Celebridade        | Marta - Diretora do Orfanato       |                                 |
| 2000 | Aquarela do Brasil | Ruth Bronstein                     |                                 |
| 1999 | Andando nas Nuvens | Zelda                              |                                 |
| 1998 | Mulher             | Lourdes                            | Episódio: "Ninho Vazio"         |
| 1997 | Anjo Mau           | Geralda Aragão                     |                                 |
| 1997 | A Justiceira       | Helena                             | Episódio: "Eternos Diamantes"   |
| 1996 | Vira Lata          | Aliança                            |                                 |
| 1992 | Você Decide        | Felícia                            | Episódio: "A Outra"             |
| 1992 | De Corpo e Alma    | Enfermeira                         |                                 |
| 1992 | Tereza Batista     | Ponciana                           |                                 |
| 1984 | Livre para Voar    | Jamili                             |                                 |
| 1969 | Os Acorrentados    | Irmã Lúcia                         |                                 |
| 1967 | Os Miseráveis      | Éponine Thénardier                 |                                 |

### Cinema
| Ano  | Título                           | Personagem          |
| ---- | -------------------------------- | ------------------- |
| 2022 | Os Suburbanos: O Filme           | Dona Ester          |
| 2018 | Minha Vida em Marte              | D. Beatriz          |
| 2015 | A Esperança é a Última que Morre | Velhinha do Sobrado |
| 2014 | Tim Maia                         | Dona Ruth           |
| 2004 | A Hora do Galo                   | Irmã de Lourdes     |
| 2003 | Benjamim                         | Governanta          |
| 2000 | Cronicamente Inviável            | Raquel              |

## Teatro
Como atriz
- 1967 - Marat-Sade, de Peter Weiss, direção de Ademar Guerra
- 1969 a 1970- Hair, de Galt MacDermot, Gerome Ragni e James Rado, direção de Ademar Guerra
- 1971 - Hoje É Dia de Rock, de José Vicente, direção de Emilio Di Biasi
- 1972 - O Bordel da Salvação, de Brenan Behan, direção de João das Neves
- 1972 - Missa Leiga, de Chico de Assis, direção de Ademar Guerra
- 1984 - Gritaria nos Muros da Cidade, de Tankred Dorst, direção de Fernando Rodrigues de Souza
- 1987 - Gardel, uma Lembrança, de Manuel Puig, direção de Aderbal Freire-Filho
- 1988 - Extravagância, de Dacia Maraini
- 1989 - Suburbano Coração, texto e direção de Naum Alves de Souza
- 1994 - Peer Gynt, de Henrik Ibsen, direção de Moacyr Góes
- 1995 - Como Diria Montaigne, de Wilson Sayão, direção de Luiz Arthur Nunes
- 1999 - Gata em Teto de Zinco Quente, de Tennessee Willians, direção de Marcos Ribas de Faria
- 2000 - Tango, Bolero e Chá-Chá-Chá, texto e direção de Eloy Araújo
- 2004 - Medeia, de Eurípides, direção de Bia Lessa
- 2006 - Hedda Gabler, de Henrik Ibsen, direção de Walter Lima Jr.
- 2010 - Antigona, de Sófocles, direção de Ary Coslov
- 2010 - A Carpa, de Denise Crispun e Melanie Dimantas, direção de Ary Coslov
- 2011 - Amores, Perdas e Meus Vestidos, de Norah Ephron e Della Ephron, direção de Alexandre Reinecke
- 2012 - Na Sobremesa da Vida, direção de Ernesto Piccolo
- 2014 - Dona Saudade, de Bernadro Florim, direção de Camila Amado
- 2016 - Arsênico & Alfazema, direção de Eduardo Vaccari[4]
- 2014 - Os Intolerantes, de Carla Faour e Henrique Tavares, direção de Henrique Tavares
- 2017 - Doce Pássaro da Juventude, de Tennessee Williams, direção de Gilberto Gawronski
- 2017 - A Estrela Sobe, baseado na obra de Marques Rebelo e adaptado por Marcus Alvisi, direção de Andressa Bonatto

Como diretora
- O Jovem Törless, de Robert Musil
- O Cavalo do Cão, de Clara de Góes
- O Casaco Encantado, de Lúcia Benedetti